# Плесо (Ленинградская область)
Плесо — деревня в Мелегежском сельском поселении Тихвинского района Ленинградской области.

## История
Деревня Плеса упоминается на карте Новгородского наместничества 1792 года А. М. Вильбрехта.
Как деревня Плёсо она упоминается на «Специальной карте западной части России» Ф. Ф. Шуберта 1844 года.

ПЛЕСО — деревня Костринского общества, прихода Мелегежского погоста. Река Воложба.

Крестьянских дворов — 26. Строений — 70, в том числе жилых — 32.

Число жителей по семейным спискам 1879 г.: 62 м. п., 74 ж. п.; по приходским сведениям 1879 г.: 62 м. п., 75 ж. п.

В конце XIX — начале XX века деревня административно относилось к Костринской волости 3-го земского участка 1-го стана Тихвинского уезда Новгородской губернии.

ПЛЕСО — деревня Костринского общества, дворов — 34, жилых домов — 30, число жителей: 82 м. п., 93 ж. п. 

Занятия жителей — земледелие, лесные промыслы. Река Воложба. Часовня, хлебозапасный магазин. (1910 год)

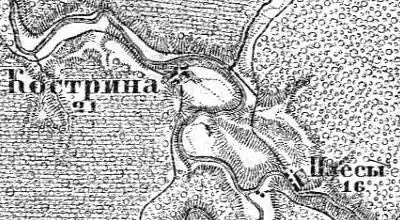
Деревня Плесо на карте 1913 года

Согласно карте Петроградской и Новгородской губерний 1913 года деревня называлась Плесы насчитывала 16 крестьянских дворов.
С 1917 по 1918 год деревня Плесо входила в состав Костринской волости Тихвинского уезда Новгородской губернии.
С 1918 года в составе Череповецкой губернии.
С 1924 года в составе Пригородной волости.
С 1927 года в составе Плесовского сельсовета Тихвинского района.
С 1928 года в составе Воложбенского сельсовета. В 1928 году население деревни Плесо составляло 222 человека.
Согласно карте Ленинградской области Северо-западного аэрогеодезического треста ГГУ издания 1932 года деревня насчитывала 25 крестьянских дворов.
По данным 1933 года деревня называлась Плессо и входила в состав Воложбенского сельсовета Тихвинского района.
С 1952 года в составе Воложбенского сельсовета Бокситогорского района.
С 1954 года в составе Плесовского сельсовета.
С 1957 года в составе Плесовского сельсовета Тихвинского района.
В 1958 году население деревни Плесо составляло 81 человек.
С 1960 года в составе Андреевского сельсовета.
По данным 1966, 1973 и 1990 годов деревня Плесо также входила в состав Андреевского сельсовета.
В 1997 году в деревне Плесо Андреевской волости проживали 23 человека, в 2002 году — 18 (все русские).
В 2007 году в деревне Плесо Мелегежского СП проживали 9 человек, в 2010 году — 13.

## География
Деревня расположена в юго-западной части района на автодороге 41К-903 (Мелегежская Горка — Плесо).
Расстояние до административного центра поселения — 7 км.
Расстояние до ближайшей железнодорожной станции Тихвин — 18 км.
Деревня находится на правом берегу реки Воложба в месте её впадения в реку Сясь.

## Демография
| 1879 | 1910 | 1928 | 1958 | 1997 | 2002 | 2007 |
| ---- | ---- | ---- | ---- | ---- | ---- | ---- |
| 136  | ↗175 | ↗222 | ↘61  | ↘23  | ↘18  | ↘9   |
| 2010 | 2017 |      |      |      |      |      |
| ↗13  | ↘12  |      |      |      |      |      |

### Национальный состав
Согласно данным Всероссийской переписи населения 2021 года в деревне проживали 25 человек, все русские.

## Достопримечательности
- Камень со знаками[20]

## Улицы
Дачная, Заречная, Никольская, Ореховая, Полевая.